# فالنتين البرتي
فالنتين البرتي (بالألمانية: Valentin Alberti)‏ (و. 1635 – 1697 م) هو فيلسوف، ومؤلف، وعالم عقيدة، وكاتب ألماني، توفي في لايبزيغ، عن عمر يناهز 62 عاماً.

## التعليم
تعلم في جامعة لايبتزغ.